# Collyris
Genre
Synonymes
- Archicollyris W. Horn, 1901
- Colliuris Latreille, 1802
- Trachelonia Tilesius, 1850

Collyris est un genre de coléoptères de la famille des Carabidae, de la sous-famille des Cicindelinae, de la tribu des Collyridini et de la sous-tribu des Collyridina. Les différentes espèces se rencontrent en Asie.

## Espèces
- Collyris brevipennis Horn, 1901
- Collyris colossea Naviaux, 1994
- Collyris dohrni Chaudoir, 1860
- Collyris dormeri Horn, 1898
- Collyris elegans (Vanderl., 1829)
- Collyris gigas Lesne, 1901
- Collyris longicollis (Fabricius, 1787)
- Collyris mniszechi Chaudoir, 1864
- Collyris robusta Dohrn, 1891
- Collyris subtilesculpta Horn, 1901